# Ланженсультсбак
Ланженсультсбак (фр. Langensoultzbach) — коммуна на северо-востоке Франции в регионе Гранд-Эст (бывший Эльзас — Шампань — Арденны — Лотарингия), департамент Нижний Рейн, округ Агно-Висамбур, кантон Рейшсоффен.
Площадь коммуны — 13,09 км², население — 969 человек (2006) с тенденцией к стабилизации: 922 человека (2013), плотность населения — 70,4 чел/км².

## Население
Население коммуны в 2011 году составляло 920 человек, в 2012 году — 919 человек, а в 2013-м — 922 человека.
| 1962 | 1968 | 1975 | 1982 | 1990 | 1999 | 2006 | 2008 | 2011 | 2012 | 2013 |
| ---- | ---- | ---- | ---- | ---- | ---- | ---- | ---- | ---- | ---- | ---- |
| 692  | 707  | 686  | 765  | 850  | 901  | 969  | 961  | 920  | 919  | 922  |

Динамика населения:

## Экономика
В 2010 году из 608 человек трудоспособного возраста (от 15 до 64 лет) 465 были экономически активными, 143 — неактивными (показатель активности 76,5 %, в 1999 году — 72,8 %). Из 465 активных трудоспособных жителей работали 413 человек (223 мужчины и 190 женщин), 52 числились безработными (27 мужчин и 25 женщин). Среди 143 трудоспособных неактивных граждан 34 были учениками либо студентами, 52 — пенсионерами, а ещё 57 — были неактивны в силу других причин.

## Достопримечательности (фотогалерея)

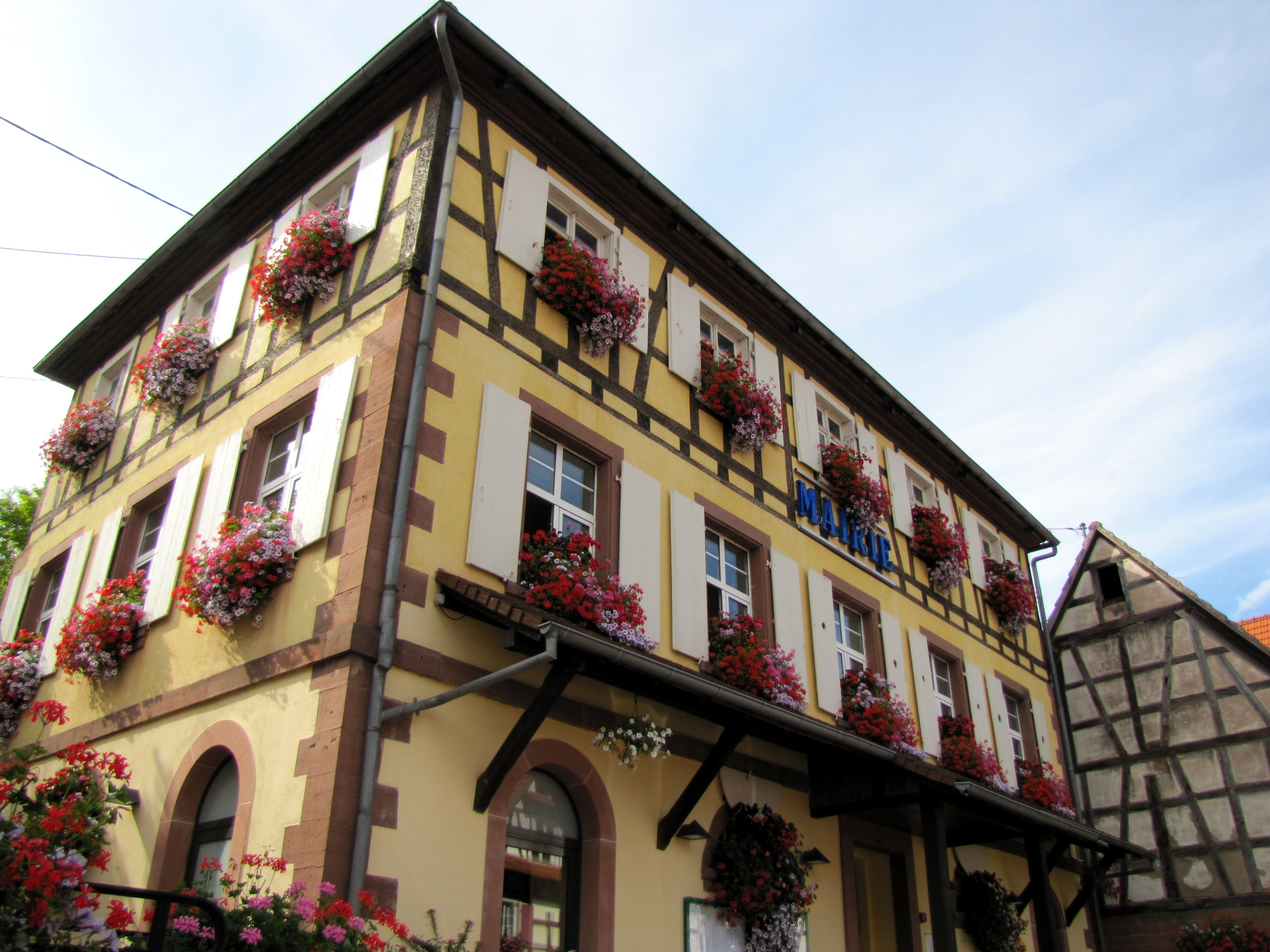
Здание мэрии
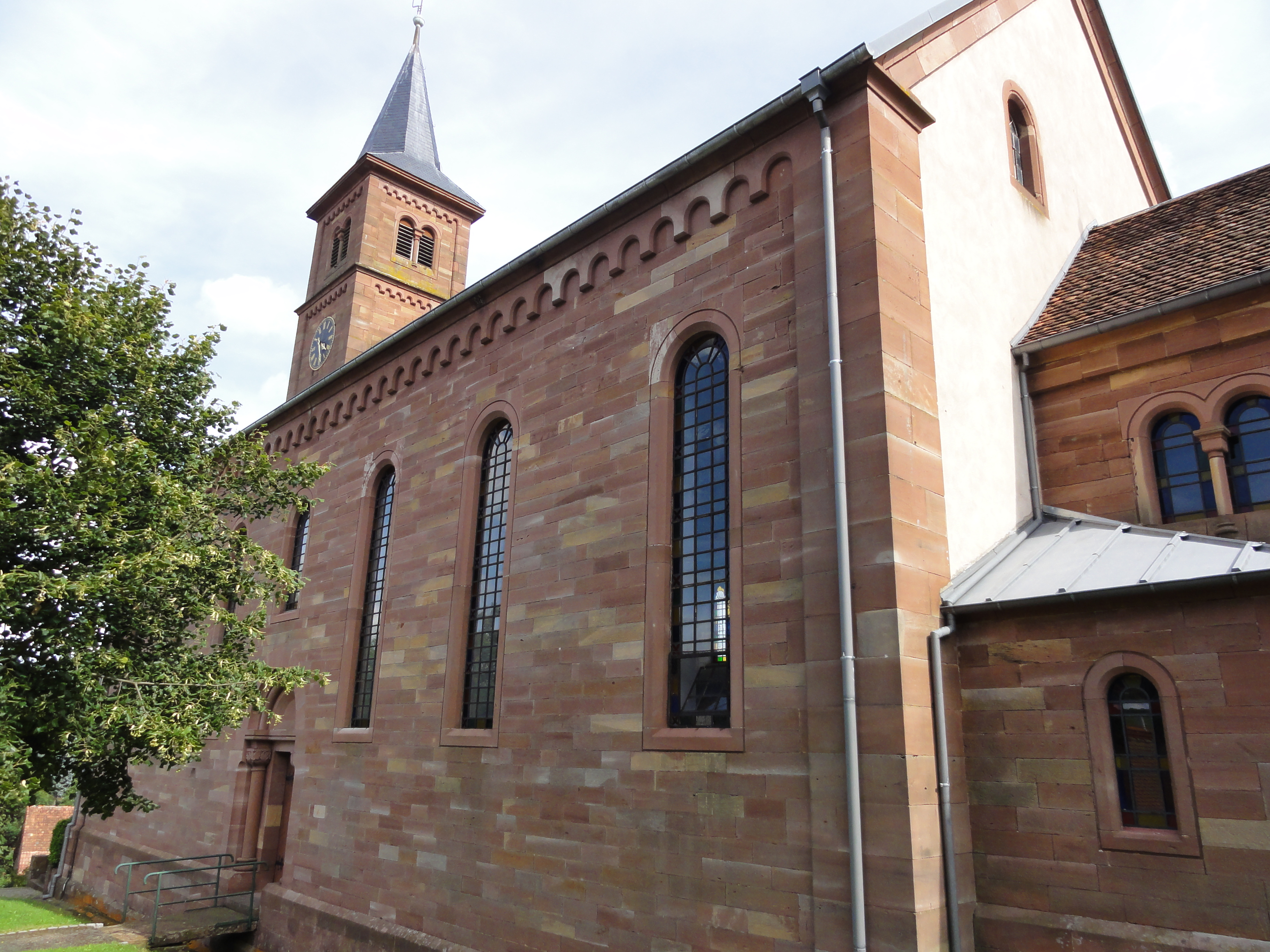
Протестантская церковь
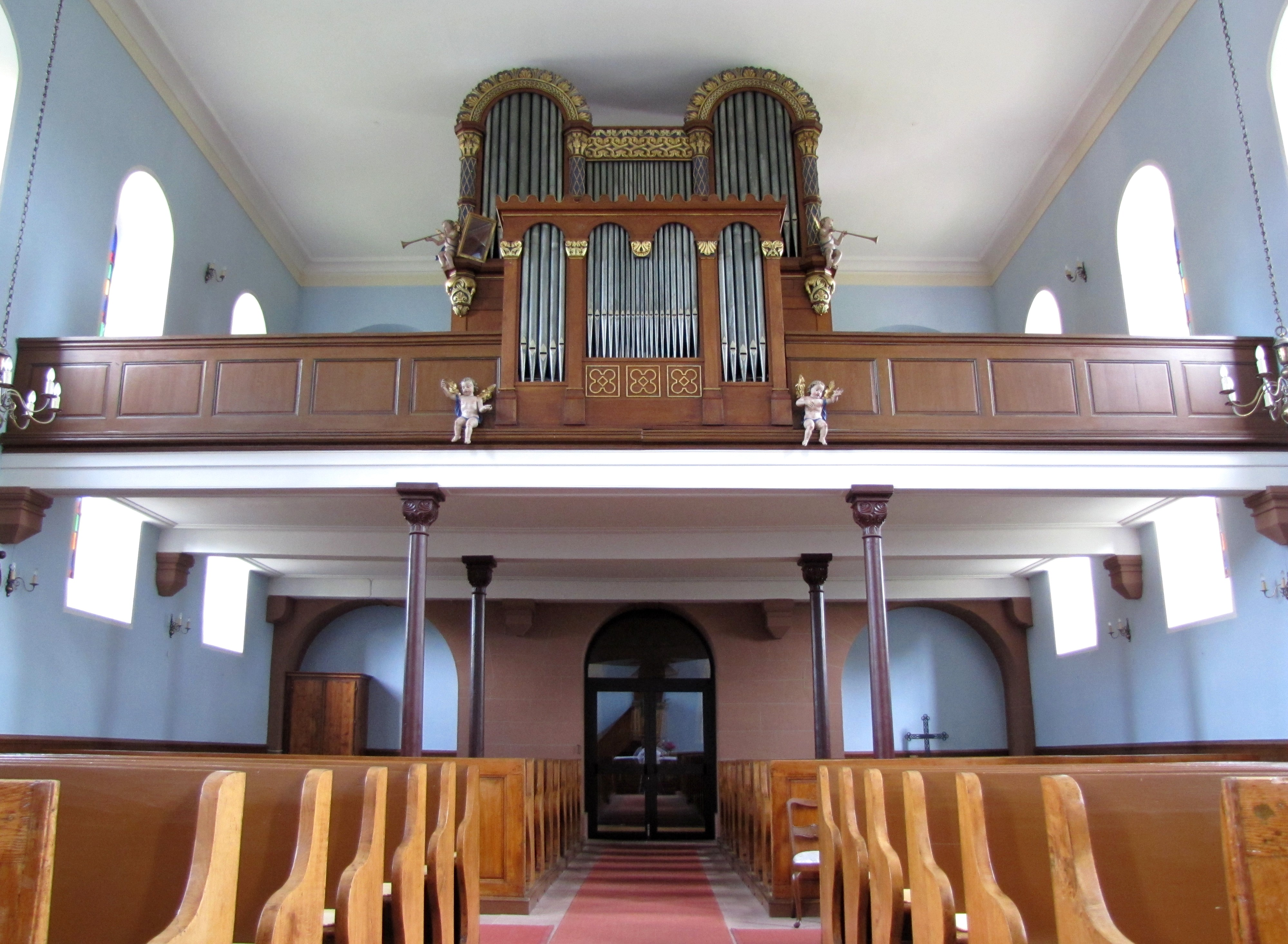
Орган